# Бомон-ан-Аргон
Бомо́н-ан-Арго́н (фр. Beaumont-en-Argonne) — коммуна во Франции, находится в регионе Шампань — Арденны. Департамент коммуны — Арденны. Входит в состав кантона Музон. Округ коммуны — Седан.
Код INSEE коммуны — 08055.
Коммуна расположена приблизительно в 220 км к востоку от Парижа, в 85 км северо-восточнее Шалон-ан-Шампани, в 36 км к юго-востоку от Шарлевиль-Мезьера.

## Население
Население коммуны на 2008 год составляло 454 человека.
| 1962 | 1968 | 1975 | 1982 | 1990 | 1999 | 2008 |
| ---- | ---- | ---- | ---- | ---- | ---- | ---- |
| 527  | 568  | 548  | 526  | 490  | 433  | 454  |

## Экономика
В 2007 году среди 279 человек в трудоспособном возрасте (15—64 лет) 190 были экономически активными, 89 — неактивными (показатель активности — 68,1 %, в 1999 году было 62,3 %). Из 190 активных работали 165 человек (104 мужчины и 61 женщина), безработных было 25 (8 мужчин и 17 женщин). Среди 89 неактивных 26 человек были учениками или студентами, 29 — пенсионерами, 34 были неактивными по другим причинам.

## Фотогалерея
- Бомон-ан-Аргон
- Мэрия
- Церковь Св. Иоанна Крестителя
- Карта коммуны